# Нереальний блокбастер
«Нереальний блокбастер» (англ. Disaster Movie) — американський пародійний фільм, вийшов на екрани в 2008 році.

## Зміст
Фільм про комічні халепи групи смішних і привабливих молодих людей. За одну доленосну ніч, під час якої їм доводиться здолати і пережити усілякі катастрофи природного і стихійного походження: астероїди, смерчі, землетруси, загалом, вce, що обрушується на місто і опиняється y них на шляху, вони повинні розкрити низку таємниць, щоб врятувати світ від тотального руйнування.

## Пародії на фільми
- Сяйво (1980)
- Смерч (1996)
- Армагеддон (1998)
- Остін Паверс: Шпигун, який мене звабив (1999)
- Матриця: Революція (2003)
- Післязавтра (2004)
- Хеллбой (2004)
- Розлучення по-американськи (2006)
- Шкільний мюзикл (2006)
- Всесвітній торговий центр (2006)
- Незручна правда[en] (2006)
- Ніч у музеї (2006)
- Смак любові (2006-2008)
- Ханна Монтана (2006-2011)
- Суперперці (2007)
- Зачарована (2007)
- Старим тут не місце (2007)
- Джуно (2007)
- Нафта (2007)
- Елвін та бурундуки (2007)
- Беовульф (2007)
- Особливо небезпечний (2008)
- Індіана Джонс і королівство кришталевого черепа (2008)
- 10 тисяч років до нашої ери (2008)
- Хенкок (2008)
- Монстро (2008)
- Секс і Місто (2008)
- Не займайте Зохана (2008)
- Телепорт (2008)
- Школа виживання[en] (2008)
- Хроніки Нарнії: Принц Каспіан (2008)
- Крок уперед 2: Вулиці (2008)
- Ніколи не здавайся (2008)
- Судний день (2008)
- Залізна людина (2008)
- Неймовірний Халк (2008)
- Темний лицар (2008)
- Панда Кунг-Фу (2008)
- Спіді Гонщик (2008)
- Секс Гуру[en] (2008)
- American Gladiators (2008) — телешоу
- My Super Sweet 16 (2005-2008) — телешоу
- Women of Wrestling (2000-2002) — телешоу
- Сімпсони у кіно (2007) — кінопостер
- HeadOn (2006) — рекламний ролик[1] ліків від головного болю

## Пародії на зірок
- Емі Вайнгауз
- Філ Макгро
- Каньє Вест
- Jonas Brothers
- Джастін Тімберлейк
- Джессіка Сімпсон
- Майкл Джексон

## Прокат
У прокаті фільм «Нереальний блокбастер», на відміну від інших фільмів цих авторів, які не окупився. Його бюджет склав за різними джерелами 20-25 млн дол, тоді як дохід компанії-виробника ~ $ 14 млн (збори в США $14,190,901(частка виробника 50 % — $7,1 млн), в іншому світі $20,625,923 (частка виробника 35 % — $7,2 млн)). 
Однак, після випуску фільму на DVD та продажу ліцензій на ТБ збитки виробника могли сильно скоротитися.

## Відгуки
Більшість відгуків на «Нереальний блокбастер» носять негативний характер. Так на сайті Rotten Tomatoes він має 2% позитивних рецензій, на сайті Metacritic його оцінка в даний час складає 15 балів з 100 можливих (на основі 12 оглядів). «Нереальний блокбастер» також очолює список 100 найгірших фільмів за версією сайту Internet Movie Database.
У 2009 році, на 29-й церемонії вручення «Золотої малини» фільм «Нереальний блокбастер» був номінований на отримання цієї нагороди, що вручається за сумнівні успіхи в галузі кінематографу, в п'яти категоріях (найгірший фільм, найгірша жіноча роль другого плану, найгірший режисер, найгірший сценарій, найгірший приквел, сиквел, ремейк або плагіат).